# Lysandra pulchella
Lysandra pulchella är en fjärilsart som beskrevs av Georges Bernardi 1951. Lysandra pulchella ingår i släktet Lysandra och familjen juvelvingar. Inga underarter finns listade i Catalogue of Life.